# Dobrotove, Kroleveț
Dobrotove (în ucraineană Добротове) este localitatea de reședință a comunei Dobrotove din raionul Kroleveț, regiunea Sumî, Ucraina.

## Demografie
Componența lingvistică a localității Dobrotove
     Ucraineană (95,11%)
     Rusă (4,62%)
     Alte limbi (0,14%)
Conform recensământului din 2001, majoritatea populației localității Dobrotove era vorbitoare de ucraineană (95,11%), existând în minoritate și vorbitori de rusă (4,62%).